# Yokohamas tunnelbana

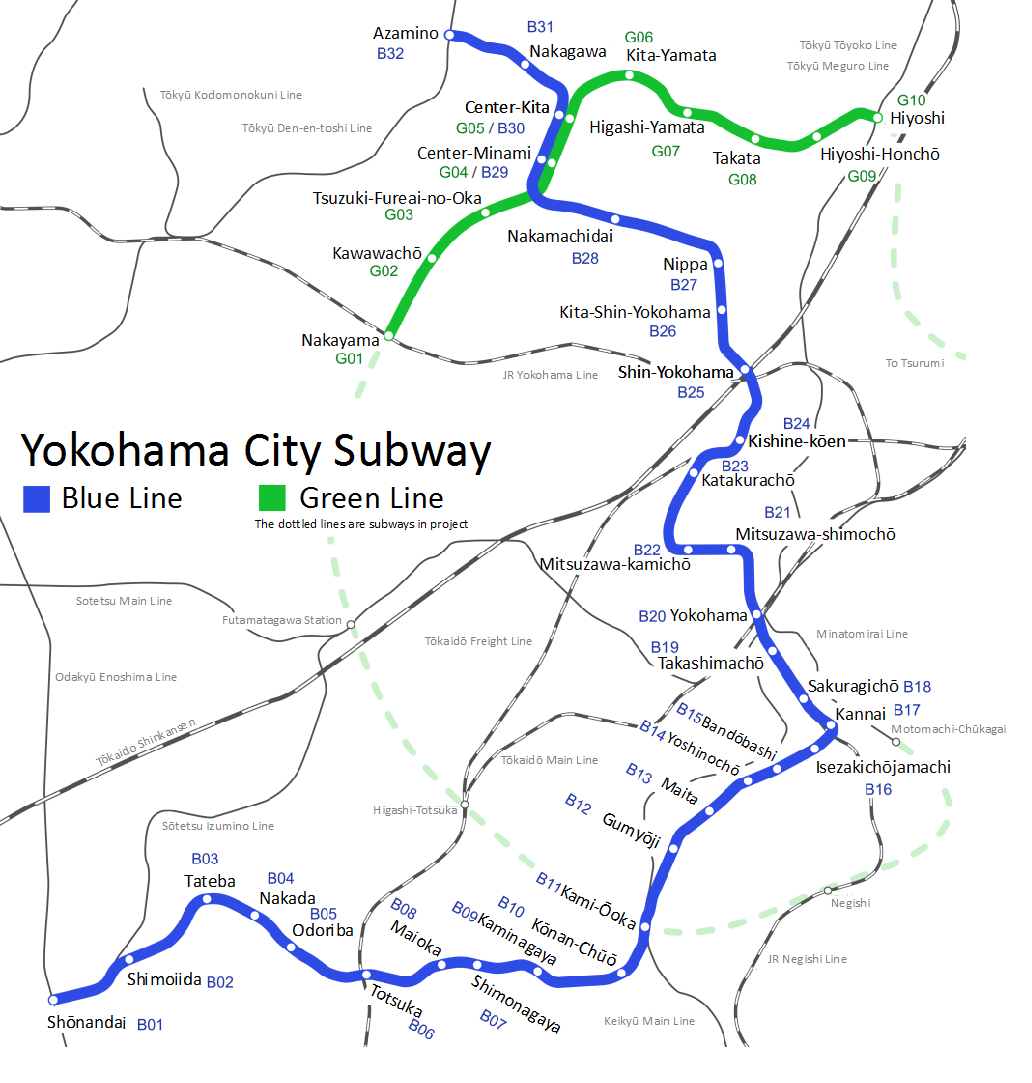
Karta över Yokohamas tunnelbana

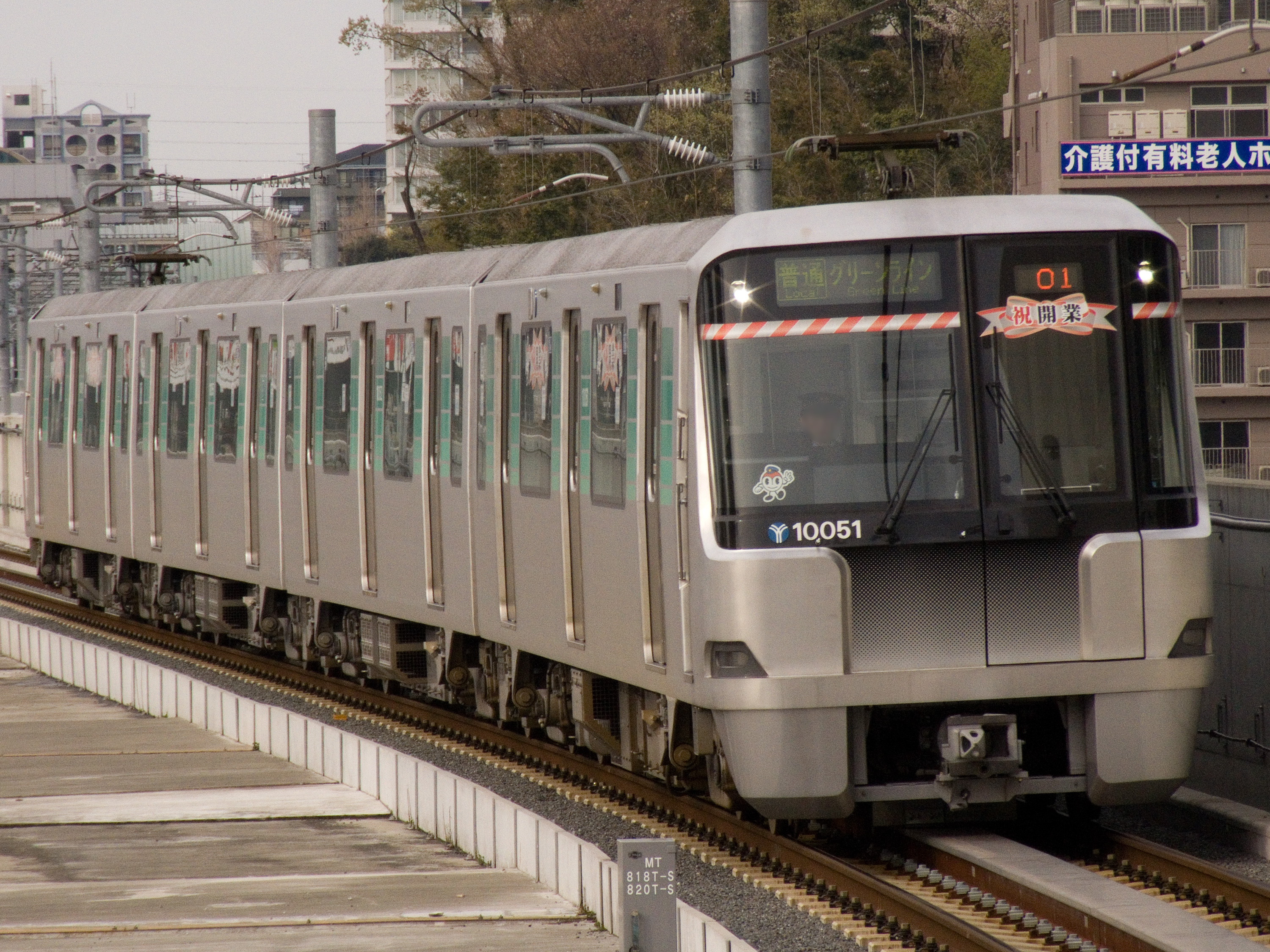
Tunnelbanetåg på Gröna linjen.

Yokohamas tunnelbana (japanska: 横浜市営地下鉄?, Yokohama-shiei chikatetsu), officiellt på engelska: Yokohama Municipal Subway, är det kommunala tunnelbanesystemet i japanska staden Yokohama, och består av följande två linjer med en sammanlagd banlängd av 53,4 km:
- Blå linjen (32 stationer och 40,7 km), Azamino ↔ Shin-Yokohama ↔ Yokohama station ↔ Shonandai
- Gröna linjen (10 stationer varav 2 gemensamma med Blå linjen och 13 km), Hiyoshi ↔ Nakayama

Blå linjen har föreslagits byggas ut från Azamino till Shin-Yurigaoka station på Odawaralinjen, Kawasaki, för att där anslutas till den föreslagna Kawasakis tunnelbana. Gröna linjen har planerats byggas ut till en ringlinje runt Yokohama.

## Minatomirai
Utöver de två kommunala tunnelbanelinjerna finns ytterligare en 4,1 km lång delvis privatägd tunnelbanelinje med sex stationer, Minatomirai21 (japanska: みなとみらい21線?, Minato-mirai-21-sen), mellan Yokohama station och Motomachi-Chūkagai, öppnad 1 februari 2004; Den öppnades 1 februari 2004. namnet, sammansatt av minato ("hamn") och mirai ("framtid"), refererar till en moderniseringssatsning av hamnkvarteren linjen går igenom. Minatomirai-linjen har sedan 16 mars 2013 haft genomgående trafik till och från Fukutoshinlinjen i Tokyos tunnelbana via Toyokolinjen. Minatomirai-linjen planeras dock bli en del av Gröna linjen, då den planeras byggas ut till en ringlinje runt Yokohama.